# Abell 3696
Abell 3696 è un ammasso di galassie situato prospetticamente nella costellazione del Microscopio alla distanza di 1,104 miliardi di anni luce dalla Terra. È inserito nell'omonimo catalogo compilato da George Abell nel 1958.
E del tipo II secondo la classificazione di Bautz-Morgan e ha una classe di ricchezza di 1.
L'ammasso è associato, grazie all'effetto di lente gravitazionale, con una radiogalassia distante denominata MRC 2032-350 con redshift di 0,56 (light travel time: 5,280 miliardi di anni luce). Abell 3696 è gravitazionalmente legato a Abell 3695, oltre ad essere un componente del Superammasso del Microscopio (SCl 174)..